# Santiago del Collado
Santiago del Collado és un municipi de la província d'Àvila, a la comunitat autònoma de Castella i Lleó. Limita a l'oest amb La Aldehuela i Hoyorredondo, al nord amb Piedrahíta, a l'est amb Navaescurial i al sud amb San Juan de Gredos.